# Hadena behensis
Hadena behensis là một loài bướm đêm trong họ Noctuidae.